# Ljutići (Pljevlja)
Pour les articles homonymes, voir Ljutići.
Ljutići (en serbe cyrillique : Љутићи) est un village du nord du Monténégro, dans la municipalité de Pljevlja.

## Démographie

### Évolution historique de la population
| 1948 | 1953 | 1961 | 1971 | 1981 | 1991 | 2003 |
| ---- | ---- | ---- | ---- | ---- | ---- | ---- |
| 674  | 747  | 737  | 593  | 419  | 285  | 167  |